# Władysław Arendarski
Władysław Arendarski (ur. 28 marca 1908 Przyjmy, pow. stopnicki, zm. 29 października 1967 w Goszczanowie) – polski duchowny katolicki, kapłan diecezji łuckiej.
Święcenia kapłańskie przyjął w 1934 roku. Był wikariuszem w Ostrogu (1937) i w Sarnach (1938). Był również kapelanem rez. WP, w czasie wojny był proboszczem parafii Józefów Biłgorajski w diecezji lubelskiej. Po kampanii 1939 r. dostał się do niewoli, skąd zbiegł, został jednak aresztowany 30 czerwca 1943 r. i więziony w Zamościu, Majdanku i w Lublinie. Zwolniony 22 sierpnia 1943 r., do końca wojny ukrywał się. Ks. Władysław Szołdrski w "Martyrolologium" podaje, że celem uwolnienia ks. Wł. Arendarskiego przekupiono szefa gestapo w Zamościu łapówką w wys. 150 tys. zł. Po wojnie pracował w diecezji włocławskiej (Dąbie). W ostatnich latach życia był proboszczem w Goszczanowie, gdzie zmarł.